# Myke Towers
Michael Anthony Torres Monge (Río Piedras, 15 de janeiro de 1994), mais conhecido pelo seu nome artístico Myke Towers, é um rapper, cantor e compositor porto-riquenho.

## Carreira
Seu álbum El Final del Principio (2016) atingiu o pico de 12 anos em Latin Rhythm Albums. Towers colaborou com Bad Bunny com a música "Estamos Arriba", lançada em junho de 2019. Em 5 de julho de 2019, a Piso 21 lançou o single "Una Vida Para Recordar" com Torres. Ele colaborou com Becky G com a música "Dollar"; um videoclipe foi lançado em 12 de julho de 2019. Seu segundo álbum  Easy Money Baby foi lançado em 23 de janeiro de 2020. Em 18 de setembro de 2020 foi lançada "Me Gusta", parceria de Towers com Anitta e Cardi B, a canção estreou na posição 90 na parada musical estadunidense Billboard Hot 100.

## Discografia

### Álbuns de estúdio
| Título                 | Detalhes                                                           | Posições do gráfico de pico | Posições do gráfico de pico | Posições do gráfico de pico |
| Título                 | Detalhes                                                           | EUA                         | EUA Latin                   | EUA Latin Rhythm            |
| ---------------------- | ------------------------------------------------------------------ | --------------------------- | --------------------------- | --------------------------- |
| El Final del Principio | - Released: March 14, 2016 - Format: Digital download              | —                           | —                           | 12                          |
| Easy Money Baby        | - Released: January 24, 2020 - Format: Digital download, streaming | 55                          | 1                           | —                           |

### Singles

#### Como artista principal
| "Amor Juvenil"                                                                                  | 2016 | —  | —  | —  | —  | —  | —  |                                     | Single sem álbum  |
| "Si Se Da" (part. Farruko)                                                                      | 2019 | —  | —  | 13 | —  | —  | 9  |                                     | Young Kingz       |
| "Traicionera"                                                                                   | 2019 | —  | —  | —  | —  | —  | —  |                                     | Singles sem álbum |
| "Estamos Arriba" (part. Bad Bunny)                                                              | 2019 | —  | —  | —  | —  | —  | 54 |                                     | Singles sem álbum |
| "Inocente"                                                                                      | 2019 | —  | —  | —  | —  | —  | 27 |                                     | Singles sem álbum |
| "Una Vida Para Recordar" (part. Piso 21)                                                        | 2019 | —  | 25 | 85 | 10 | 10 | 69 |                                     | Singles sem álbum |
| "Dollar" (part. Becky G)                                                                        | 2019 | 28 | —  | 37 | —  | —  | 19 | - AMPROFON: Ouro - PROMUSICAE: Ouro | Mala Santa        |
| "Piensan"                                                                                       | 2019 | —  | —  | —  | —  | —  | 25 |                                     | Easy Money Baby   |
| "Rutina"                                                                                        | 2019 | —  | —  | —  | —  | —  | 40 |                                     | Singles sem álbum |
| "La Playa" (Remix) (part. Maluma and Farruko)                                                   | 2019 | —  | —  | 46 | —  | —  | 64 |                                     | Singles sem álbum |
| "Girl"                                                                                          | 2020 | —  | —  | —  | —  | —  | 28 |                                     | Singles sem álbum |
| "Diosa"                                                                                         | 2020 | —  | —  | —  | —  | —  | 9  |                                     | Easy Money Baby   |
| "—" denota uma gravação que não entrou na parada musical ou não foi lançada naquele território. |      |    |    |    |    |    |    |                                     |                   |

## Videoclipes
| Título                   | Ano  | Outro(s) artista(s) | Diretor(es)     |
| ------------------------ | ---- | ------------------- | --------------- |
| "Una Vida Para Recordar" | 2019 | Piso 21             | Paloma Valencia |
| "Dollar"                 | 2019 | Becky G             | Kiko Rivera     |